# Sans mobile apparent
Pour plus de détails, voir Fiche technique et Distribution.
Sans mobile apparent est un film franco-italien réalisé par Philippe Labro, sorti en 1971.
Le film est une adaptation de Dix plus un (Ten Plus One dans l'édition originale américaine) de Salvatore Lombino, publié sous le pseudonyme Ed McBain.

## Synopsis
Nice, 1971. L'inspecteur Carella enquête sur une série de meurtres semblables. Une course contre la montre s'engage pour trouver le lien entre ces meurtres sans mobile apparent.
En deux jours, trois cadavres : celui d'un promoteur immobilier, Forest ; celui d'un playboy, Barroyer ; et celui d'un astrologue, Kleinberg. L'arme du crime est un fusil à lunette : c'est le seul élément que possède l'inspecteur Carella. Il décide de fouiller la vie des trois victimes, car il est sûr qu'il existe un lien entre elles. Grâce à Sandra, la belle-fille de Forest, il entre en possession du carnet de rendez-vous de l'industriel, sur lequel figure une liste de noms féminins. 
Parmi eux, celui d'une de ses amies, Jocelyne Rocca. Carella l'invite chez lui et apprend qu'elle a connu les trois victimes à l'université. Il pressent qu'elle sera la quatrième victime ; mais il est trop tard, elle est tuée, elle aussi, en sortant du domicile de l'inspecteur. Carella oriente ses recherches vers l'université : le professeur Palombo est justement en train de répéter une pièce, « Sandra », dont le personnage principal est joué par Sandra Forest. Or, cette pièce avait été jouée huit ans plus tôt sous le titre « Juliette ». Ceci intrigue Carella qui suit Sandra Forest alors qu'elle quitte discrètement la répétition. Il la surprend quelques minutes plus tard en train de voler un document dans le bureau de Palombo. Ce document permet à l'inspecteur Carella de découvrir le lien entre les meurtres et de protéger l'éventuelle cinquième victime : reste à trouver le mobile du crime et à identifier l'auteur...

## Fiche technique
- Titre : Sans mobile apparent
- Titre italien : Senza Movente (litt. « Sans mobile »)
- Réalisation : Philippe Labro
- Scénario : Philippe Labro, Jacques Lanzmann et Vincenzo Labella, d'après le roman Dix plus un (Ten Plus One) de Evan Hunter, publié sous le pseudonyme Ed McBain
- Décors : Louis Le Barbenchon
- Photographie : Jean Penzer
- Son : Jean-Louis Ducarme
- Montage : Claude Barrois et Nicole Saunier
- Musique : Ennio Morricone
- Producteurs : Jacques-Éric Strauss et André Hoss
- Société(s) de production : Président Films, Cinétel (Paris), Euro International Film (Rome)
- Société(s) de distribution : Valoria Films (Paris)
- Pays d'origine :  France,  Italie
- Langue : français
- Genre : policier, giallo
- Durée : 98 minutes
- Date de sortie : 
  - France : 15 septembre 1971
  - Italie : 22 décembre 1971
- Affiche : René Ferracci (France)

## Distribution
- Jean-Louis Trintignant : l'inspecteur Stéphane Carella
- Dominique Sanda : Sandra Forest
- Carla Gravina (doublée par Nadine Alari) : Jocelyne Rocca
- Sacha Distel : Julien Sabirnou
- Paul Crauchet : Francis Palombo
- Stéphane Audran : Hélène Vallée
- Jean-Pierre Marielle : Perry Rupert-Foote
- Laura Antonelli : Juliette Vaudreuil
- Gilles Segal : Di Bozzo
- Pierre Dominique : Doume
- Jean-Jacques Delbo : le supérieur
- André Falcon : le sous-préfet
- Erich Segal : Hans Kleinberg
- Alexis Sellam : Pierre Barroyer
- Michel Bardinet : Tony Forest
- Esmeralda Ruspoli (doublée par Paule Emanuele) : Mme Forest
- Jean-Claude Rémoleux : un candidat au jeu TV (non crédité)
- Philippe Labro : un journaliste au téléphone (caméo non crédité)

## Production

### Tournage
Le tournage a débuté le 7 mai 1971. Le film a été en grande partie tourné à Nice, y compris dans les studios de La Victorine situés dans cette ville.
La scène d'introduction a été tournée dans la baie de Villefranche-sur-Mer. Les scènes des meurtres de l'industriel et de l'astrologue ont été tournées dans le quartier du mont Boron, rue Henry-de-Bournazel pour le premier et dans la résidence du parc Vigier pour le second. La villa des Forest est le château Sainte Anne dans le quartier de Fabron (détruit en 1980). L'appartement de Carella se situe dans le bâtiment Le Neptune, quai des Deux-Emmanuels sur le port de Nice et celui du tireur lors du quatrième meurtre en face, sur le quai Lunel. L'émission de télévision est tournée sur la place Rossetti dans le Vieux-Nice devant la cathédrale Sainte-Réparate. L'appartement de Juliette Vaudreuil se trouve bien au Régina Palace, boulevard de Cimiez, comme cela est précisé dans le film. On peut apercevoir également le parc Chambrun (scène de la répétition théâtrale) suivi brièvement du parc du château de Valrose, ainsi que l'hôtel Negresco, l'aéroport de Nice, le musée Masséna (locaux de la police), ainsi que le cimetière de l’Est (scène finale).

## Autour du film
(décembre 2020).
Si vous disposez d'ouvrages ou d'articles de référence ou si vous connaissez des sites web de qualité traitant du thème abordé ici, merci de compléter l'article en donnant les références utiles à sa vérifiabilité et en les liant à la section « Notes et références ».
Tous ces renseignements peuvent être vérifiés lors du visionnage du film.
- Dans l'émission « À voix nue » (France-Culture, 2013), Philippe Labro a expliqué sa grande amitié avec Jean-Pierre Melville, et leurs coups de fil quotidiens durant le tournage, pendant lesquels Melville lui donnait des conseils judicieux.
- Labro, à l'époque romancier, journaliste, homme de radio et réalisateur, crée un film-reportage montrant bien son époque. Le fonctionnement médiatique tout d'abord : Sacha Distel blasé par son travail d'animateur, les journalistes arrivant en meute à l'hôtel Negresco demandant à l'accueil un appel pour joindre leur journal à Paris, les téléphonistes qui gèrent le standard téléphonique, l'arrêt des rotatives dévoilant la une du journal. Le monde judiciaire ensuite : la salle d'interrogatoire du commissariat, les jambes des CRS et des policiers qui envahissent la ville, puis à l'audience une femme qui prend des notes en sténo.
- Autre élément visuel concernant l'époque (en pleine guerre du Viêt Nam) : à 7 min 55, des jeunes peignant subrepticement les symboles de la paix sur les automobiles avant de déguerpir.
- À 1 h 07mn 40s : Philippe Labro apparaît brièvement, de dos, dictant un titre par téléphone à Paris avant de se retourner face caméra dans un plan très bref comme le faisait Hitchcock, brève apparition nommée au cinéma un caméo.
- Dans ce film, Jean-Louis Trintignant retrouve l'actrice Stéphane Audran qui fut son épouse de 1954 à 1956.